# Història del Turkmenistan
Mentre l'antiga història del Turkmenistan es troba en gran part amortallada en el misteri, el seu passat des de l'arribada de les tribus iràniques indoeuropees al voltant del 2000 aC és sovint el punt de partida de la història discernible de l'àrea. Les primeres tribus eren nòmades o seminòmades a causa de les condicions àrides de la regió, atès que la cultura de les estepes a l'Àsia central era una extensió d'una sèrie eurasiàtica més gran de cultures de cavalls que abraçaven l'espectre sencer de famílies lingüístiques incloent-hi els indoeuropeus i grups turcomongols. Algunes de les primeres tribus iràniques conegudes incloïen el massàgetes, escites/saces, i els primers sogdians (la majoria precursors probables dels khwarezmians). Turkmenistan fou un punt de pas per a nombroses migracions i invasions per part de tribus que gravitaren cap a les regions poblades del sud incloent-hi l'antiga Mesopotàmia, Elam, i la Civilització de la vall de l'Indus.
La història escrita de la regió comença amb la conquesta de la regió per part de la Dinastia Aquemènida de l'antic Iran, moment en el qual la regió fou dividida entre els sàtrapes de Margiana, Coràsmia i Pàrtia. Entre els conqueridors posteriors s'hi compten Alexandre el Gran, els parts, heftalites, huns, göktürks, sàrmates, i perses sassànides. Durant aquesta primera fase de la història, la majoria dels habitants del Turkmenistan eren o bé partidaris del zoroastrisme o bé del budisme i la regió era en gran part dominada per poblacions iranianes. Tanmateix, aquests incursions i les èpoques, per bé que fonamentals, no formaren la història de la regió com sí que ho feren les invasions de dos dels posteriors grups invasors: àrabs musulmans i turcs oghuz. La gran majoria dels habitants es convertiren a la variant sunnita de l'islam, mentre que els oghuz portaren amb ells la llengua turcman, del subgrup de les llengües turqueses, que acabà sent predominant a la regió. El període turquès fou una època de fusió cultural en el qual les tradicions islàmiques portades pels àrabs es fusionaren amb les cultures iranianes locals; això posteriorment fou alterat pels invasors turquesos i per diversos governants, com ara els seljúcides. Genguis Kan i les invasions mongoles devastaren la regió a les darreries de l'edat mitjana, però el seu domini a la zona fou un període de transició perquè posteriorment Tamerlà i els uzbeks pugnaren pel territori.
El Turkmenistan modern fou radicalment transformat per la invasió de l'Imperi Rus, que conquerí la regió a finals del segle xix. Posteriorment, la Revolució Russa transformaria en el fons el Turkmenistan, des d'una societat tribal islàmica fins a una de totalitària leninista durant l'era soviètica. La independència arribà el 1991, quan Saparmurat Niàzov, un antic cap del partit comunista local, es declarà governant absolut per a tota la vida com a Turkmenbaixi o Líder del turcmans i marcà la transició cap a un nou estat independent i autoritari sota el seu control absolut, que fins ara s'ha resistit a qualsevol intent de democratització, i que ha influït en moltes de les altres antigues repúbliques soviètiques. Niàzov governà fins a la seva mort el 21 de desembre del 2006.

## Història antiga

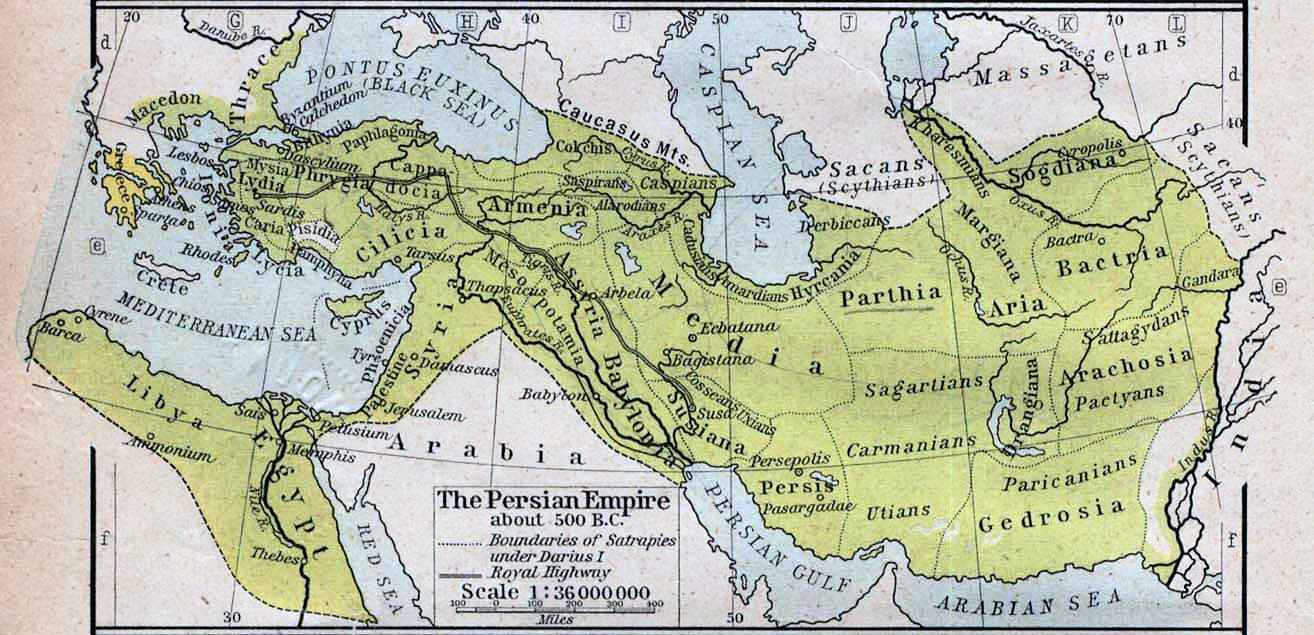
L'Imperi Persa al voltant del 500 aC

El territori de Turkmenistan ha estat poblat des de temps antics, especialment les àrees prop de l'oasi de Merv, on s'han trobat restes d'assentaments humans. Les tribus dedicades a la cria de cavalls irano-escites arribaren al territori del Turkmenistan aproximadament el 2000 aC, possiblement des de les estepes russes i es mogueren al llarg de la rodalia del desert de Karakum a l'Iran, Síria, i Anatòlia.
Les escasses restes trobades assenyalen alguns assentaments esparsos a la regió, incloent-hi possiblement el primer home de Neandertal, però la regió globalment roman en gran part inexplorada Les troballes de l'edat del bronze i l'edat del ferro donen suport a la probabilitat de civilitzacions avançades a l'antic Turkmenistan, incloent-hi els descobriments al Complex arqueològic Bactria-Margiana.
Alexandre el Gran conquerí el territori al segle IV aC de camí cap a l'Àsia meridional. Al 330 aC, Alexandre marxà cap al nord a l'Àsia central i fundà la ciutat d'Alexandria prop del Riu Murgab. Situada en una ruta comercial important, Alexandria posteriorment es convertí en la ciutat de Merv (moderna Mary). Les ruïnes de l'antiga ciutat d'Alexandre encara no s'han trobat i s'han investigat àmpliament. Després de la mort d'Alexandre el seu imperi es desmembrà ràpidament. Fou governat pels selèucides abans de declaració d'independència del sàtrapa de Partia. Els ferotges parts- guerrers nòmades procedents del nord de l'Iran - establiren aleshores el Regne de Pàrtia, que ocupava l'actual Turkmenistan i l'Iran. Els reis parts governaren el seu territori des de la ciutat de Nisa - una àrea ara localitzada prop de la l'actual capital Aixkhabad - fundada per Arsaces I (regnat c. 250-211 aC), i era suposadament la necròpolis reial dels reis parts, tot i que no s'ha establert que la fortalesa de Nisa fos una residència reial ni un mausoleu.
Les excavacions a Nisa han mostrat edificis importants, mausoleus i santuaris, molts documents escrits, i un tresor saquejat. S'han descobert moltes obres de l'art hel·lenístic, així com un gran nombre de rhytons de vori, amb les vores exteriors decorades amb temes iranians o escenes mitològiques clàssiques.
El regne part sucumbí el 224 aC enfront dels sassànides - governants de l'Iran. Alhora, uns quants grups tribals -inclosos els alans i els huns- es desplaçaren al Turkmenistan des de l'est i cap al nord. Una branca dels huns arrabassà el control del sud del Turkmenistan a l'Imperi Sassànida al segle v aC, amb la qual cosa tenim la primera evidència de poblacions no iranianes nòmades a l'àrea del Turkmenistan.

## Invasió àrab i islamització
En aquell temps, bona part de la població es trobava ja en assentaments al voltant de les fèrtils valls fluvials al llarg de l'Amudarià, i Merv i Nisa es convertiren en centres de sericicultura (cria de cucs de seda). Una atapeïda ruta de caravanes, que connectava la Xina de la Dinastia Tang i la ciutat de Bagdad (a l'Iraq modern), passava a través de Merv. Així, la ciutat de Merv constituïa un premi important per a algun conqueridor.
L'Àsia central acabà sota control àrab després d'un seguit d'invasions a les darreries del segle VII i principis del segle xvii i fou incorporada al califat islàmic, dividit entre les províncies de Mawara'un Nahr i el Khorasan. La conquesta àrab portà la religió islàmica a totes les poblacions de l'Àsia central. La ciutat de Merv fou ocupada per lloctinents del califa Uthman ibn Affan, i es constituí com la capital del Khorasan. Utilitzant aquesta ciutat com la seva base, els àrabs, dirigits per Qutayba Ibn Muslim, posaren sota el contraol de Balkh, Bukharà, Fergana i Kaixgar, i penetraren a la Xina fins a la província de Gansu a principis del segle viii.
Merv aconseguí una certa importància política el febrer de 748 quan Abu-Múslim (m. 750) declarà una nova dinastia abbàssida a Merv, i començà des de la ciutat a conquerir l'Iran i l'Iraq i establí una capital nova a Bagdad. Abu Múslim fou famosament desafiat pel l'Orfebre de Merv a fer allò correcte i no fer la guerra als musulmans amics. L'Orfebre fou condemnat a mort.
En l'última part del segle VIII Merv es tornà desagradable a l'Islam com a centre de propaganda herètica predicada per al-Muqanna "El Profeta Velat del Khorasan". En 874 el domini àrab a l'Àsia central arribà a la seva fi. Durant el seu dominii Merv, com Samarcanda i Bukharà, fou una de les grans escoles d'aprenentatge, i l'historiador cèlebre Yaqut al-Hamawi estudià a les seves biblioteques. Merv produïa un cert nombre d'estudiosos en diverses branques de coneixement, com la llei islàmica, hadit, història, literatura, i la resta. Uns quants erudits en tenen el nom: Marwazi (المروزي) que els designa com a provinents de Merv.

## Tribus oghuz
Els orígens dels turcmans es poden remuntar a la confederació de tribus nòdames oghuz de principis de l'Edad Mitjana, que vivien a l'actual Mongòlia i al voltant del llac Baikal en l'actual sud de Sibèria. Coneguts com els Nou Oghuz, aquesta confederació estava composta per pobles de parla turquesa, que formaren la base de poderosos imperis esteparis a l'Àsia Interior. En la segona meitat del segle viii, els components dels Nou Oghuz emigraren a través de Jungària a l'Àsia central, i les fonts àrabs els localitzaren sota el terme Guzz en l'àrea del mig i el baix Sirdarià al segle viii. Pels volts del segle x, els oghuz s'havien expandit cap a l'oest i cap al nord del Mar d'Aral i a l'estepa de l'actual Kazakhstan, i havien absorbit no només els iranians sinó també turcs dels grups etnolingüístics karluc i kiptxak. Al segle xi, el cèlebre erudit turc musulmà Mahmud al-Kaixgarí descrivia la llengua dels oghuz i turcmans com a diferent del dels altres trucs i identificava vint-i-dos clans oghuz o subtribus, algunes de les quals apareixen en genealogies turcmans posteriors i llegendes com el nucli del primer turcman.
La primera menció dels oghuz es remunta a una època anterior a l'estat göktürk- hi ha referències a la unió dels Sekiz-Oghuz ("vuit oghuz") i als Dokuz-Oghuz ("nou Oghuz"). Els turcs oghuz sota els estats Sekiz-Oghuz i Dokuz-Oghuz dominaren diferents àrees prop del Massís de l'Altai. Durant l'establiment de l'estat göktürk, les tribus oghuz habitaven la regió de l'Altai i també vivien al llarg del riu Tuul. També s'agruparen com a comunitat prop del riu Barlik en l'actual nord de Mongòlia.
L'expansió dels oghuz mitjançant campanyes militars arribà com a mínim fins al Volga i els Urals, però els límits geogràfics de la seva dominació fluctuaren en les àrees estepàries que s'estenien cap al nord i cap a l'oest del Mar d'Aral. Els relats dels viatgers i geògrafs àrabs descriuen el grup ètnic oghuz com a mancat d'autoritat centralitzada i com a governat per un cert nombre de "reis" i "caps". A causa de la seva naturalesa dispar com un sistema de govern i la vastitud dels seus dominis, les tribus oghuz rarament actuaven de manera concertada. Per això, a finals del desè segle, els lligams de la seva confederació començaren a relaxar-se. En aquell temps, un líder de clan anomenat Seljuk fundà una dinastia i l'imperi que portaren el seu nom sobre la base d'aquells elements oghuz que havien emigrat cap al sud a l'actual Turkmenistan i l'Iran. L'Imperi Seljúcida se centrà a Pèrsia, des de la qual els oghuz s'estengueren a l'Azerbaidjan i Anatòlia.
Després de la caiguda de regne göktürk, les tribus oghuz emigraven a l'àrea de Transoxiana, al Turkestan occidental, moderns Kazakhstan i Kirguizstan. Aquesta terra acabà sent coneguda com l'"Estepa Oghuz" que és una àrea entre els mars Caspi i Ara.. Ibn al-Athir, un historiador àrab, manifestà que els turcs oghuz havien vingut a Transoxiana en el període del califa Al-Mahdí durant el període comprès entre el 775 i el 785. En el període del califa abbàsida Al-Mamun (813 - 833), el nom oghuz comença a aparèixer en la historiografia islàmica. Pels volts del 780, les parts orientals del Sirdarià eren governades pels turcs karlucs i la regió occidental (Estepa Oghuz) era governada pels turcs oghuz.
El nom turcman apareix primer en fonts escrites del segle X per distingir aquells grups oghuz que emigraren cap al sud als dominis seljúcides i acceptaren l'islam dels que havien romàs a l'estepa. Gradualment, el terme prengué les propietats d'un etnònim i s'utilitzà exclusivament per designar els musulmans oghuz, especialment els que emigraren fora de la conca del Sirdarià. Al segle xiii, el terme turcman substituí la designació Oghuz conjuntament. L'origen del mot turcman roman confús. Segons etimologies populars que es remunten al segle xi, la paraula es deriva de turc més l'element iranià manand, i significa ue "s'assembla a un turc". Els estudiosos moderns, d'altra banda, han proposat que l'element man/men actua com un identificador i han traduït el mot com a "turc pur" o "més turc que els trucs".

## Seljúcides
Al segle xi, els dominis seljúcides s'estenien des del delta de l'Amudarià a l'Iran, l'Iraq, la regió de Caucas, Síria, i Àsia Menor. El 1040 els turcs seljúcides creuaren l'Oxus des del nord, i havent derrotat Masud, soldà de Ghazni, alçaren Toghril Beg I, net de Seljuk, al tron de l'Iran, amb la qual cosa es fundà la dinastia dels seljúcides, amb la seva capital a Nixapur. Un germà més jove de Toghrul, Daud, prengué possessió de Merv i Herat. Toghril Beg I fou succeït pel seu nebot Alp Arslan (el Gran Lleó), que fou enterrat a Merv. Fou més o mensy en aquesta època quan Merv arribà al zenit de la seva glòria. En 1055, les forces seljúcides entraren a Bagdad i van convertir-se en dominadors dels bastions islàmics i patrons importants d'institucions islàmiques. Fins a aquestes rebel·lions, les tribus de turcmans eren una part integral de les forces militars seljúcides. Els turcmans emigraren amb les seves famílies i possessions als dominis seljúcides de l'Azerbaidjan i Anatòlia, un procés que començà la turquificació d'aquestes àrees. Durant aquesta època, els turcmans també començaren a poblar l'àrea de l'actual Turkmenistan. Abans de l'assentament dels turcmans, la majoria d'aquest desert havia estat deshabitat, mentre les àrees més habitables al llarg de la Mar Càspia, les Muntanyes de Kopetdag, l'Amudarià, i el riu Murgab (Murgab Deryasy) foren poblades predominantment per iranians. La ciutat estat de Merv era una àrea sedentària i agrícola especialment gran, important tant com un centre econòmic cultural regional com un centre de trànsit a la Ruta de la Seda. L'últim poderós governant seljúcida, Sultan Sandjar (m. 1157), presencià la fragmentació i destrucció de l'imperi a causa dels atacs per turcman i unes altres tribus. Durant el regnat de Sultan Sanjar o Sinjar de la mateixa casa, cap a la meitat del segle xi, Merv fou envaïda per les tribus turques ghuzz de més enllà de l'Oxus. Finalment passà a estar sota la influència dels governants de Coràsmia (Khiva). Després de barrejar-se amb les poblacions instal·lades al Turkmenistan, els oghuz que vivien cap al nord de les Muntanyes Kopet-Dag gradualment esdevingueren coneguts com a turcmans.
L'imperi seljúcida es descompongué en la segona meitat del segle xii, i els turcmans es convertiren en federació tribal independent.

## Mongols i timúrides
El 1157, el domini de la dinastia seljúcida arribà a la seva fi a la província del Khorasan. Els governants turquesos de Khivà prengueren el control de l'àrea de Turkmenistan, sota el títol de Dinastia Anuixtigínida. El 1221, l'Àsia central patí una desastrosa invasió per part dels guerrers mongols que entraren a través de la regió des de la seva base a l'Àsia oriental.

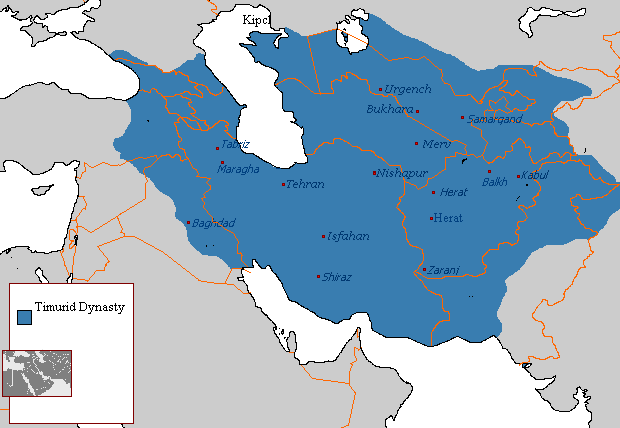
Mapa de l'Imperi Timúrida

Sota el seu comandant, Genguis Kan, els mongols conqueriren Coràsmia i cremaren completament la ciutat de Merv. El líder mongol ordenà la massacre dels habitants de Merv així com la destrucció de les granges de la província i les obres d'irrigació la qual cosa acabà efectivament amb la dominació iraniana en àrees urbanes i comunitats agrícoles de Khwarezm. Aquestes àrees foren aviat repoblades pels turcmans que sobrevisqueren a la invasió i s'havien retirat cap al nord a les planes del Kazakhstan o cap a l'oest a les costes de la Mar Càspia.
Petits estats, semiindependents, sorgiren posteriorment, al segle xiv, sota el domini dels caps tribals de la regió. En la dècada del 1370, Amir Timur (conegut com a Tamerlà a Europa), capturà els estats turcmans un cop més i establí la breu dinastia dels timúrides, que col·lapsà després de la mort de Timur el 1405, quan els turcamns esdevingueren independents un cop més.

## Nous arranjaments polítics
Globalment, el període comprès entre els segles XIV i XVI fou una època en què la dislocació dels turcmans a causa de les invasions mongoles donà pas a noves agrupacions polítiques que es convertiren en agrupacions tribals que han continuat fins al dia d'avui.
A més a més dels nous arranjaments polítics, les fonts històriques suggereixen que romangué una gran unió tribal, anomenada confederació dels salor (la tribu dels salor havia donat lloc, anteriorment, a la dinastia salghúrida) des de les tribus Oghuz originals i fins als temps moderns. A finals del segle xvii segle, la confederació es va desfer i tres tribus antigues marxaren cap a l'est i després cap al sud. D'aquestes tribus, els yomud es dividiren en grups orientals i occidentals, i els tekke (que anteriorment havien originat la dinastia Tekeoğulları) emigraren a la regió Akhal prop de les Kopet Dag i finalment a la conca del Murgab. Unes altres tribus salor es traslladaren a la regió prop del delta de l'Amudarià i en altres parts de l'actual sud-est del Turkmenistan. Els grups salor també viuen a Turquia, l'Afganistan, l'Uzbekistan, i la Xina.

## Turkmenistan als seglesxviixvii
La història de Turkmenistan d'ençà el segle xvi i fins al segle xix és principalment coneguda per de les relacions amb els estats de l'Iran, Khivà, i Bukharà. Tanmateix, les guerres del període tingueren lloc principalment a les terres de Turkmenistan. La invasió del Khan de Khiva, Abul Gazi Bahadur Khan, de 1645 a 1663, provocà algunes dificultats als turcmans. Aquest fet, associat amb l'impacte de la sequera que va tenir lloc al voltant del mateix període, provocà que la majoria del turcmans dins del kanat se n'anessin a zones al voltant d'Akhal, Atrek, Murgap i Tedjen. En aquest període, bona part de les tribus turcmanes que vivien al voltant del Llac Aral emigraren també a causa de pressions tant del Kanat de Khivà com dels calmucs i s'assentaren al voltant d'Astrakhan i Stàvropol, al Caucas del nord.
Les històries èpiques populars com l'epopeia de Köroğlu, i altres tradicions orals, prengueren forma durant aquest període que es podria considerar com el començament de la nació turcman. Els poetes i pensadors d'aquella època, com Devlet Mehmed Azadi i Magtymguly Pyragy, es convertiren en una veu per a una nació emergent i feren crides per a la unitat, la fraternitat i la pau entre les tribus turcmanes. Magtymguly Pyragy es venera al Turkmenistan com el pare de la literatura nacional.

## Colonització russa i Gran Joc
Al segle xviii les tribus turcmanes establiren contacte amb l'Imperi Tsarista. L'Imperi Rus començà a desplaçar-se a aquella zona el 1869 amb l'establiment del port caspi de Krasnovodsk, actualment Türkmenbaşy. Després de la supressió de l'emirat de Bukharà i Khivà, els russos decidiren moure's a la regió de Transcàspia, per presumptament atenuar el tràfic d'esclaus dels turcmans i el bandidatge. El servei d'algunes tribus turcmanes, especialment els Yomud, per al Khivan Khan també encoratjà Rússia a castigar-los amb atacs a Khorazm, que en mataren diversos centenars. Aquestes guerres culminaren amb les campanyes del general Mikhaïl Skóbelev, i el 1881 el conflicte culminà amb la 7.000 turcmans a la fortalesa desèrtica de Gök Tepe, prop de la moderna Aixkhabad; altres 8.000 foren morts quan intentaven fugir a través del desert. Pels volts del 1894, la Rússia imperial havia pres el control de tot el Turkmenistan.
El Ferrocarril de la Transcàspia es començà des de les costes del Caspi el 1879 per assegurar control rus sobre la regió i per proporcionar una ruta militar ràpida a la frontera afganesa. El 1885 es va produir una crisi per l'annexió russa de l'oasi de Pandjeh, al sud de Merv, en un territori del modern Afganistan, que gairebé conduí a la guerra amb la Gran bretanya. perquè es pensava que els russos estaven planejant marxar damunt d'Herat a l'Afganistan. Fins al 1898, la Transcàspia era part de la gubèrnia del Caucas i s'administrava des de Tiflis, però en aquell any es va fer una óblast del Turquestan Rus i es governà des de Taixkent. No obstant això, el Turquestan romangué com a avançada colonial aïllada, amb una administració que protegia molts trets propis dels règims islàmics previs, incloent-hi els tribunals de cadís i una administració 'nativa' que transferí molt poder als nadius 'Aksakals' (ancians). El 1897 el Ferrocarril de la Transcàspia arribà a Taixkent, i finalment, el 1906, s'obrí un enllaç ferroviari directe amb la Rússia europea a través de l'estepa des d'Orenburg fins a Taixkent. Això conduïa a l'arribada d'un nombre molt més gran de pobladors eslaus al Turkestan del que s'havia produït fins aleshores, i el seu assentament fou supervisat per un Departament de Migració creat de manera especial a Sant Petersburg (Переселенческое Управление). Això provocà un descontentament considerable entre la població turcmana local, així com l'aparició de moltes ciutats russes com Aşgabat.
El Governador Militar més conegut que va governar la regió des d'Ashkhabad fou probablement l'General Kuropatkin, els mètodes autoritaris i l'estil personal de govern del qual feren molt difícil que els seus successors controlessin la província i conduïren a una rebel·lió el 1916. Consegüentment l'administració de la Transcàspia es convertia en un prototipus per a la corrupció i la brutalitat dins del Turquestan rus, així com els administradors russos convertiren els seus districtes en feus insignificants i extorsionaren diners a la població local. El 1908, el Comte Konstantín Konstantínovitx Pahlen dirigí una comissió de reforma al Turquestan, que produí un informe monumental que detallava aquests abusos de poder, la corrupció administrativa i la ineficàcia.

## Revolució i Guerra Civil
Després de la Revolució d'Octubre de 1917 a Rússia, Aşgabat es convertí en una base per a contrarevolucionaris anti-bolxevics, que aviat estigueren sota l'atac del Taixkent soviètic. Els comunistes reeixiren a controlar Aşgabat a l'estiu de 1918, i formaren un soviet. En resposta, Junaid Khan i forces lleials a l'antic règim rus s'uniren per expulsar els comunistes. El juliol de 1919, aquests aliats anticomunistes establiren l'estat independent de Transcàspia. Una petita força britànica provinent de Meixed ocupà Aşgabat i parts del sud del Turkmenistan fins al 1919. Es va dir que 26 Comissaris de Bakú van ser abatuts per forces britàniques o els seus aliats transcaspis. La regió fou un dels últims centres de la resistència basmatxi al govern Bolxevic, amb els últims reductes de rebels turcmans presents al llarg de la frontera de l'Afganistan i l'Iran el 1922-1923.

## Unió Soviètica
El 1924, la República Socialista Soviètica Autònoma del Turquestan fou dissolta i la República Socialista Soviètica de Turkmenistan es convertí en una de les repúbliques de la Unió Soviètica. En aquesta època es van formar les modernes fronteres del Turkmenistan. L'RSS Turcmana estava sota el ple control de Moscou, que explotava els seus recursos de matèries primeres per als propòsits de la Unió Soviètica. La sobirania era només una formalitat, atès que Moscou en el fons governava tots els estats soviètics. Enfurismats per intents de Moscou d'acabar amb el seu estil de vida nòmada, establir la col·lectivització de les granges (kolkhoz), i destruir la seva religió, els turcmans basmatxi van plantejar una guerra de guerrilles contra el govern comunista fins a 1936. Més d'un milió de turcmans van fugir a l'exili cap a l'Afganistan o l'Iran. De les 441 mesquites que existien al Turkmenistan el 1911, només 5 romanien obertes el 1941. Mentrestant, l'equilibri ètnic del Turkmenistan fou alterat per l'arribada massiva de milers d'immigrants russos des d'altres parts de la Unió Soviètica.
Els soviètics rebatejaren Aixgabad com a Poltoratsk en honor d'un revolucionari local. Tanmateix el nom "Aixkhabad" fou restaurat el 1927 per complaure la població local, encara que era normalment conegut amb la forma russa "Aixkhabad". Des d'aquest període en endavant la ciutat experimentà un ràpid creixement i industrialització, si bé això fou severament interromput per un gran terratrèmol essencial el 6 d'octubre del 1948. Un sisme d'aproximadament 7,3 en l'escala de Richter causà la mort de 110.000 persones. Durant la dècada del 1950 es construí el Canal del Karakum de 1375 quilòmetres. El drenatge del riu Amudarià permeté l'obertura d'enormes zones per a la producció de cotó, però ocasionà la destrucció dels boscos riberencs tugai de la zona. També disminuí en gran manera el flux d'aigua al Mar d'Aral, la qual cosa ocasionà una catàstrofe ecològica.
Turkmenistan romangué com una de les repúbliques més endarrerides econòmicament i social a l'URSS, amb una economia en gran part agrària, malgrat l'exploració i explotació d'importants recursos petroliers i gasístics - descoberta d'un jaciment de gas d appoximadament 1,755,644.48870400 hm³ el 1960, que el convertí en el jaciment gasístic més gran fora de Rússia i l'Orient Mitjà convertia el descobriment de CAMP de GAS més gran al món a fora de Rússia i Orient Mitjà.

## Independència i Türkmenbaşy
Turkmenistan esdevingué independent el 27 d'octubre, de 1991, enmig de la dissolució de la Unió Soviètica. L'anterior cap del Partit Comunista de Turkmenistan en el moment de la independència, Saparmurat Niàzov, fou elegit president de la nova nació independent en una elecció indisputada. L'autoritari Niàzov, que havia assumit el títol de "Türkmenbaşy" o "Líder de tots els turcmans", fou acusat de desenvolupar un totalitari culte a la personalitat. La seva obra, el Ruhnama, esdevingué una lectura obligatòria en les escoles de Turkmenistan i els mesos del calendari foren rebatejats amb noms en honor de membres de la seva família. Es prohibiren els partits de l'oposició a Turkmenistan i el govern controlà totes les fonts d'informació. El desembre de 1999, la constitució del Turkmenistan s'esmenà per permetre Niàzov de mantenir-se com a president vitalici.
Niàzov fou el defensor principal de la neutralitat constitucional de Turkmenistan. Sota aquesta política, Turkmenistan no participa en cap aliança militar i no contribueix a les forces de control de Nacions Unides. Això de fet significa un aïllament intern del Turkmenistan de la política mundial.
El 2005, Niàzov anunciava que el seu país baixaria de categoria els seus lligams amb la Comunitat d'Estats Independents, una aliança lliure d'estats postsoviètics; a més prometia eleccions lliures i justes per al 2010 en un moviment que sorprengué molts observadors occidentals.
Niàzov admetia que estava malalt del cor el novembre de 2006. El 21 de desembre, de 2006, Niàzov moria inesperadament, sense deixar, aparentment, cap hereu i amb una línia confusa de successió. Un antic vice-primer ministre, Gurbanguly Berdimuhamedow, afirmava ser el fill il·legítim de Niyazov Gurbanguly Berdimuhamedow es convertí en president en funcions, si bé segons la constitució el President del Consell del Poble, Öwezgeldi Ataýew, hauria d'haver-lo succeït en el càrrec. Tanmateix, Ataýew fou acusat de diversos delictes i destituït del seu càrrec.

## Història recent
En les eleccions celebrades l'11 de febrer del 2007, Gurbanguly Berdimuhamedow fou elegit president amb un 89% dels vots i una participació del 95%, si bé l'elecció fou posada en qüestió per observadors internacionals.
Després de la seva elecció, Berdimuhamedow tendí a reduir l'aïllament estranger i revertí algunes de les polítiques més egocèntriques i perjudicials de Niàzov. Es van obrir cibercafès amb accés lliure i sense censures a Aşgabat, s'estengué l'educació obligatòria de nou a deu anys i les classes en esports i llengües estrangeres es reintroduïren al currículum, i el govern ha anunciat pensa obrir unes quantes escoles especialitzades en arts. El president Berdimuhamedow ha cridat a la reforma d'educació, l'assistència sanitària i els sistemes de pensió, i els funcionaris governamentals d'origen ètnic no-turcman que havien estat acomiadats per Niàzov han tornat a treballar.
El president Berdimuhamedow començà a reduir el culte a la personalitat que envoltava Niàzov i el càrrec de president. Ha fet una crida per posar fi a les elaborades desfilades elaborades de música i ball que anteriorment saludaven l'arribada del president a qualsevol lloc, i ha dit que el "jurament sagrat" turcman, part del qual manifesta que la llengua del parlant s'hauria d'arrugar si mai parla malament de Turkmenistan o el seu president, no s'haurien de recitar diverses vegades al dia, sinó que s'hauria de reservar per a "ocasions especials." Prèviament el jurament es recitava al començament i final dels noticiaris de televisió, pels estudiants al començament de la jornada escolar, i al començament de virtualment totes les reunions de qualsevol naturalesa oficial que tenien lloc al país.
Tanmateix, Berdimuhamedow és criticat per construir un culte a la personalitat del si mateix (per bé que d'una manera molt modesta, en comparació amb el seu predecessor). Per exemple ell és l'única persona el nom del qual s'utilitza en els comunicats de premsa governamentals, els altres funcionaris governamentals sempre tenen el seu nom abreujat amb una única lletra. També de vegades és anomenat el "Líder de turcman" per la premsa del seu país.
El 19 de març de 2007, Berdimuhamedow revertí un dels decrets més impopulars de Niàzov i retornà les pensions a 100.000 jubilats, les pensions dels quals Niàzov havia suprimit davant d'una crisi pressupostària sense especificar.
El 20 de març, en una decisió de significatiu pes simbòlic en el rebuig en curs del culte a la personalitat de Niàzov, abolí el poder del president per rebatejar accidents geogràfics, institucions, o ciutats.
El 31 de març, de 2007, començà el 20è Congrés del Halk Maslahaty a la ciutat de Mary. S'aprovaren drets nous sobre eficiència agrícola, i es decretà que els sous dels mestres augmentarien aviat d'un 40%.
El 12 de maig, Rússia i Turkmenistan anunciaven que havien arribat a un acord per construir un nou gasoducte des del Turkmenistan, a través del Kazakhstan, cap a Rússia. Això ha conduït a especular que la Unió Europea es tornarà més dependent de l'energia de Rússia, que compra gas dels turcmans a preus per sota dels de mercat, i que a causa d'això la influència política de Rússia a l'Europa de l'Est pot augmentar.
El 16 de maig, en el qual s'ha descrit com un dels seus moviments més atrevits encara, Berdimuhamedow cessà un funcionari de seguretat d'alta graduació que havia estat important per construir i mantenir l'extens culte a la personalitat de l'últim president Niàzov. Segons els mitjans de comunicació oficials turcmans, Akmyrat Rejepow, cap del servei de seguretat presidencial, fou destituït del seu càrrec i transferit a "una altra feina" La naturalesa d'aquesta feina no fou especificada.
El 14 de juny, Berdimuhamedow reobrí l'Acadèmia Turcmana de les Ciències, que havia estat tancada pel seu predecessor. S'ha informat que el 25 de juny, Berdimuhamedow també havia demanat el tancament del Fons Internacional de Saparmurat Niàzov, el fons privat personal de l'anterior president, i ha manifestat la seva intenció per començar una sèrie de reformes en els militars.
Berdimuhamedow celebrà el seu 50è aniversari el 29 de juny, de 2007. Se li atorgà l'Orde de Watan (Orde de la Mare Pàtria) per les seves "consecucions excepcionals" - un penjoll d'or i diamant que pesa al voltant d'1 quilogram. El President també ha publicat la seva biografia i va celebrar una gala d'aniversari i el govern va emetre 400 monedes d'or i argent decorades amb el retrat del president.
Últimament, Berdimuhamedow ha restaurat els noms dels mesos i dies de la setmana (Niyazov els havia rebatejat en honor seu i de la seva mare), i ha anunciat plans per treure l'Arca de la Neutralitat de Niàzov des de la plaça central d'Aixkhabad. No s'ha mogut, tanmateix, cap a una democràcia d'estil Occidental.
El setembre de 2008, s'acceptà una nova constitució per part del Consell del Poble. Es van celebrar unes noves eleccions parlamentàries amb aquesta constitució el 14 de desembre del 2008.
El desembre de 2008, també revertí els canvis en l'himne nacional que feia nombroses referències a l'anterior president Niàzov, i presentà el nou himne el 21 de desembre.